# Willem Backer
Willem Antonius Josef Backer (Arnhem, 17 maart 1901 – Hilversum, 27 augustus 1971) was een Nederlands illustrator, aquarellist en boekbandontwerper. Zijn onderwerpen waren mythologie, figuurschilderingen, het ontwerpen van boekbanden en het illustreren van boeken, onder andere voor de uitgeverijen Thieme en Van Goor.

## Loopbaan
In 1921 had Willem Backer 'een paar knappe illustraties en een frisch portret in krijt' ingezonden naar de jaarlijkse tentoonstelling van het genootschap Artibus Sacrum op de Korenmarkt in Arnhem. In 1923 was weer een aantal werken van hem te zien op de expositie van Artibus Sacrum, onder meer een Oost-Indische kers, een elfendans en portretten. In 1924 exposeerde hij in kunsthandel Panorama in Den Haag.
In de jaren 1926–1934 illustreert hij diverse boeken en ontwerpt boekomslagen. In 1953 en 1954 levert hij de tekeningen voor nog twee boeken.

## Werk
Werken waarvoor hij illustraties verzorgde:
- 1926 – H. van Cappelle, Mythen en Sagen uit West-Indië, W.J. Thieme & Cie: Zutphen
- 1929 – J.A. Slempkes, De zinrijke avonturen van den Vos Reinaerde zooveel mogelijk tekstgetrouw naverteld, W.J. Thieme & Cie: Zutphen
- 1931 – Leonard Roggeveen, Het draaiorgel van meneer Doncker, G.B. van Goor & Zonen: Den Haag
- 1932 – J.A. Slempkes, Sagen en sproken van het oude Gelre – Fluisteringen, angstgedachten, beeldingsgaven, bijgeloof, W.J. Thieme & Cie: Zutphen, 2 delen
- 1932 – Leonard Roggeveen, Onze vroolijke zesde klas, G.B. van Goor Zonen & Zonen: Den Haag
- 1932 – Leonard Roggeveen, Woudstra knapt ’t op! Het Groote Raadsel van Den Haag, G.B. van Goor & Zonen: Den Haag
- 1934 – Simon Franke, Legenden langs de Noordzee, W.J. Thieme & Cie: Zutphen
- 1934 – J.A. Slempkes, Goedroen de koningsbruid – Een vroegeling van Hollands kusten, W.J. Thieme & Cie: Zutphen
- 1953 – Chr. A. Meijer, Piet plastic in actie, Boom-Ruygrok: Haarlem
- 1954 – I.F.J. Groothedde, Op avontuur in Connemara, Boom-Ruygrok: Haarlem

## Bron
- Biografische gegevens bij het RKD-Nederlands Instituut voor Kunstgeschiedenis